# プーリップ
プーリップ（Pullip）とは、韓国のデザイン集団・天上天下 （Cheonsang cheonha） が制作している1/6スケールの人形。日本国内では2003年7月から株式会社ジュンプランニングが、2009年4月からは株式会社グルーヴが販売を行っている。

## 概要
「今の気分」を表現することをコンセプトとしたファッションドールで、ファッション（衣装やメイク、髪型、小物）を変えることで「その時の気分」を体現した様々なプーリップが発売されている。プーリップの頭の後ろにはレバーがあり、アイ・ギミックで視線を左右に動かしたりウインクをさせたりすることが出来る。
プーリップはほぼ1か月に1、2バージョンのペースで発売され、プーリップのボーイフレンドの「テヤン（Taeyang）」やテヤンの妹の「ダル（DAL）」、ダルの親友の「ビョル（Byul）」、プーリップの弟「イスル（Isul）」などもラインナップに追加された。その他にリトルプーリッププラスなどのミニチュア版も存在する。
また、数々のファッションブランド、アパレルメーカーのほか、アニメ『ローゼンメイデン』や『新世紀エヴァンゲリオン』、『美少女戦士セーラームーン』の登場人物、サンリオキャラクターや映画のキャラクター、『VOCALOID』などともコラボレーションし、オリジナル以外のプーリップも多数発売されている。

## 略歴
2004年には八王子東急スクエアHappyBargain!の広告キャンペーンガールにプーリップ｜プレッツァ（purezza）が抜擢され、春・夏・冬の限定モデルが発売された。2007年12月にはプーリップ・テヤン・ダルの3シリーズにおいて、ファッションブランドh.NAOTOとコラボレーションし、アウトフィットのデザインをh.NAOTOが手がけ、ドールとお揃いで着られる衣装が発売されるなど幅広い展開を見せた。
2013年2月22日から3月11日にかけてパルコミュージアムにて「プーリップ」誕生10周年記念イベント『We♥Pullip』～10th Anniversary Party～を開催、各年代のプーリップ総選挙のほか、全国各地のご当地アイドルのプーリップ人気投票、アパレルブランドが制作したオリジナルプーリップ、全国各地のゆるキャラとのコラボレーションモデル、各業界のアーティストがカスタマイズしたプーリップの展示が行われた。
2014年7月には20周年を迎えたアニメ「美少女戦士セーラームーン」とコラボレーション、半年間にわたってセーラー戦士とプリンセス・セレニティを発売、同時に特典内容を充実させた限定版を大手玩具メーカーバンダイが公式ショッピングサイト「プレミアムバンダイ」より受注生産の形で発売し話題となった、同年12月の「セーラージュピター」発売決定によるセーラー5戦士の商品化を記念して、既に受注期間が終了しているセーラー戦士達の再販売が行われた。

## プロフィール
| 名前                 | 年齢                       | 血液型 | 現住所                             | 備考      |
| -------------------- | -------------------------- | ------ | ---------------------------------- | --------- |
| プーリップ（Pullip） | 17歳（5月生まれの双子座）  | O型    | イタリアのミラノ                   | Isulは弟  |
| テヤン（Taeyang）    | 20歳（10月生まれの天秤座） | O型    | イタリアのミラノ                   | DALは妹   |
| ダル（DAL）          | 13歳（2月生まれの水瓶座）  | AB型   | イタリアのミラノ                   |           |
| ビョル（Byul）       | 13歳（12月生まれの射手座） | -      | イタリアのミラノ                   | DALの親友 |
| イスル（Isul）       | 15歳（1月生まれの山羊座）  | O型    | アメリカのサンフランシスコに留学中 |           |

## プロダクト

### プーリップ（Pullip）
- 全高約310mmのスタンダードモデル

2015年
- Sailor Jupiter（セーラージュピター）：1月発売、P-138 - 美少女戦士セーラームーンとのコラボレーション
- Laura（ローラ）：2月発売、P-147
- 蒼星石（そうせいせき）：3月発売、P-146 - ローゼンメイデンとのコラボレーション
- 翠星石（すいせいせき）：3月発売、P-144 - ローゼンメイデンとのコラボレーション
- 金糸雀（カナリア）：4月発売、P-141 - ローゼンメイデンとのコラボレーション
- Alura（アルーラ）：5月発売、Dolly Japanおよびホビージャパン誌上通販のみ。
- Sailor Uranus（セーラーウラヌス）：6月発売、P-148 - 美少女戦士セーラームーンとのコラボレーション
- ALICE in STEAMPUNK WORLD（アリス イン スチームパンクワールド）：6月発売、P-151
- Sailor Neptune（セーラーネプチューン）：7月発売、P-149 - 美少女戦士セーラームーンとのコラボレーション
- Mad Hatter in STEAMPUNK WORLD（マッドハッター イン スチームパンクワールド）：7月発売、P-152
- ルナ - かぐや姫の恋人バージョン （Luna - The Moon Princess's Lover Ver.）：8月発売、P-153 - 美少女戦士セーラームーンとのコラボレーション
- セーラープルート（Sailor Pluto））：9月発売、P-155
- Eve sweet（イヴスイート）：9月発売、P-158

### リトルプーリップ（Little Pullip）/ リトルプーリッププラス（Little Pullip+）
- 全高約125mmのコンパクトモデル

### ナム / テヤン（Taeyang）
2015年
- Sebastian　BLACKver.（セバスチャン ブラックバージョン）：2月発売、T-250 - 黒執事とのコラボレーション
- Tuxedo Mask（タキシード仮面）：3月発売、T-249 - 美少女戦士セーラームーンとのコラボレーション

### ダル（DAL）
2015年
- Sailor Chibi Moon（セーラーちびムーン）：5月発売、D-154 - 美少女戦士セーラームーンとのコラボレーション

### イスル（Isul）
2015年
- Ciel-SMILE ver.（シエル-スマイルバージョン）：5月発売、I-933 - 黒執事とのコラボレーション
- White Rabbit in STEAMPUNK WORLD（ホワイトラビット イン スチームパンクワールド）：8月発売、I-934

### エンジェルプーリップ
2008年
- シンディ（Cindy）：1月発売
- ベッキー（Becky）：1月発売
- アリー（Ally）：1月発売
- デイト（Date）：4月発売

### エンジェルダル
2008年
- シエル（Ciel）：1月発売
- ビッキー（Biccy）：1月発売
- エイミー（Amy）：1月発売
- ダイア（Dia）：4月発売